# Lutherkirche (Fellbach)

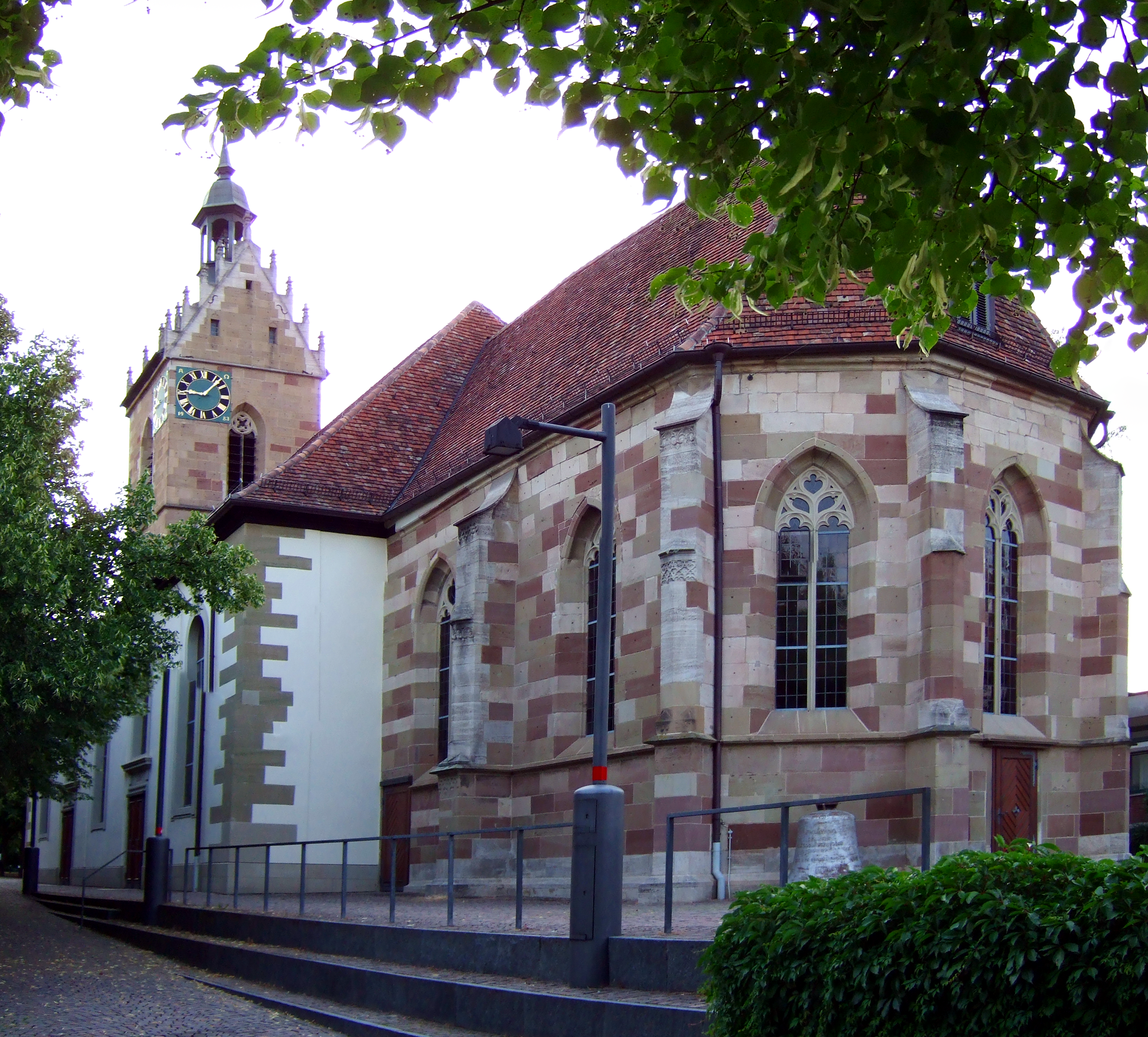
Lutherkirche Fellbach

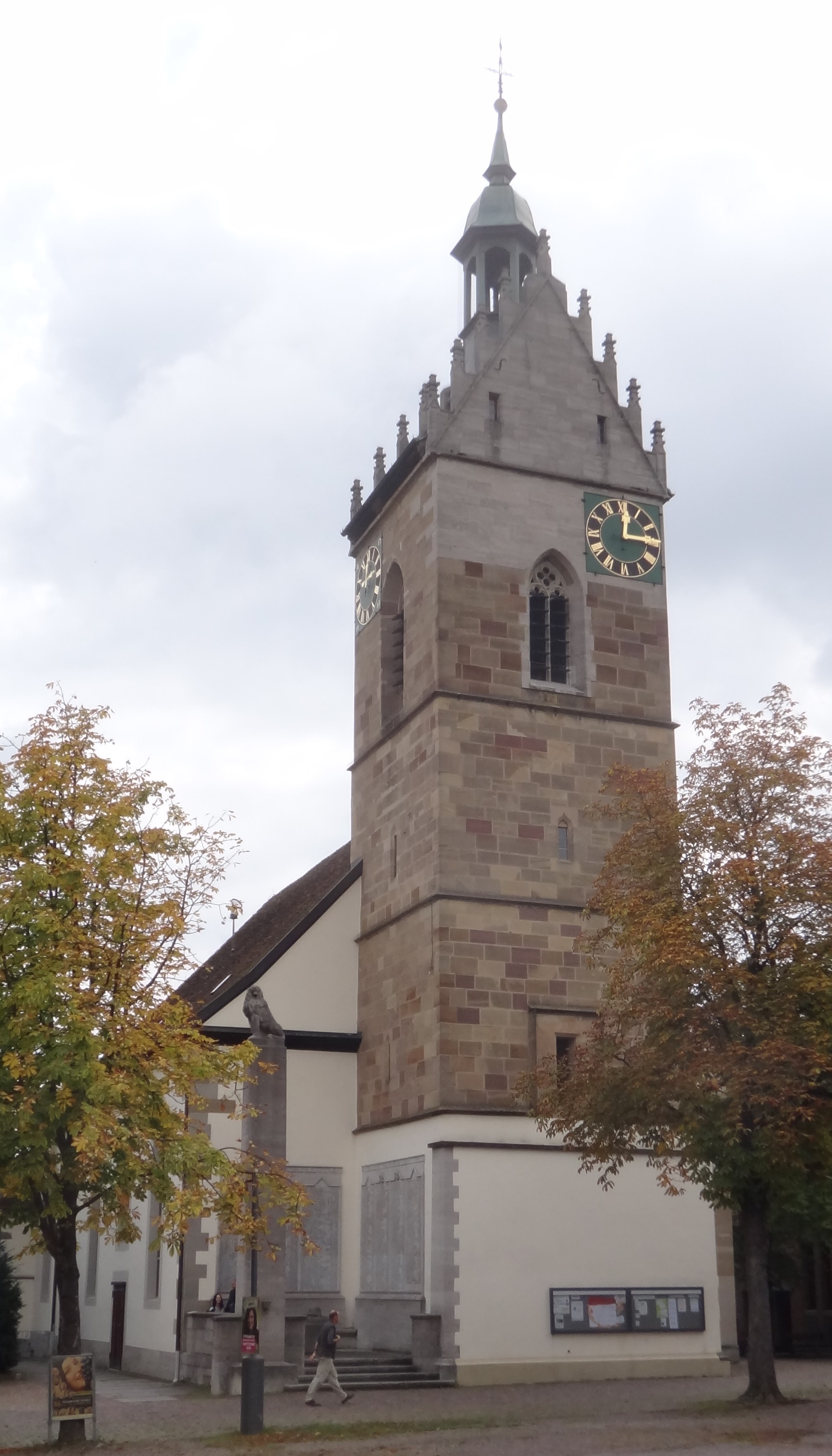
Turm der Lutherkirche

Die Lutherkirche ist ein evangelisches Kirchengebäude in der Kirchengemeinde Fellbach im evangelischen Kirchenbezirk Waiblingen und das historische Wahrzeichen der Stadt Fellbach.

## Geschichte

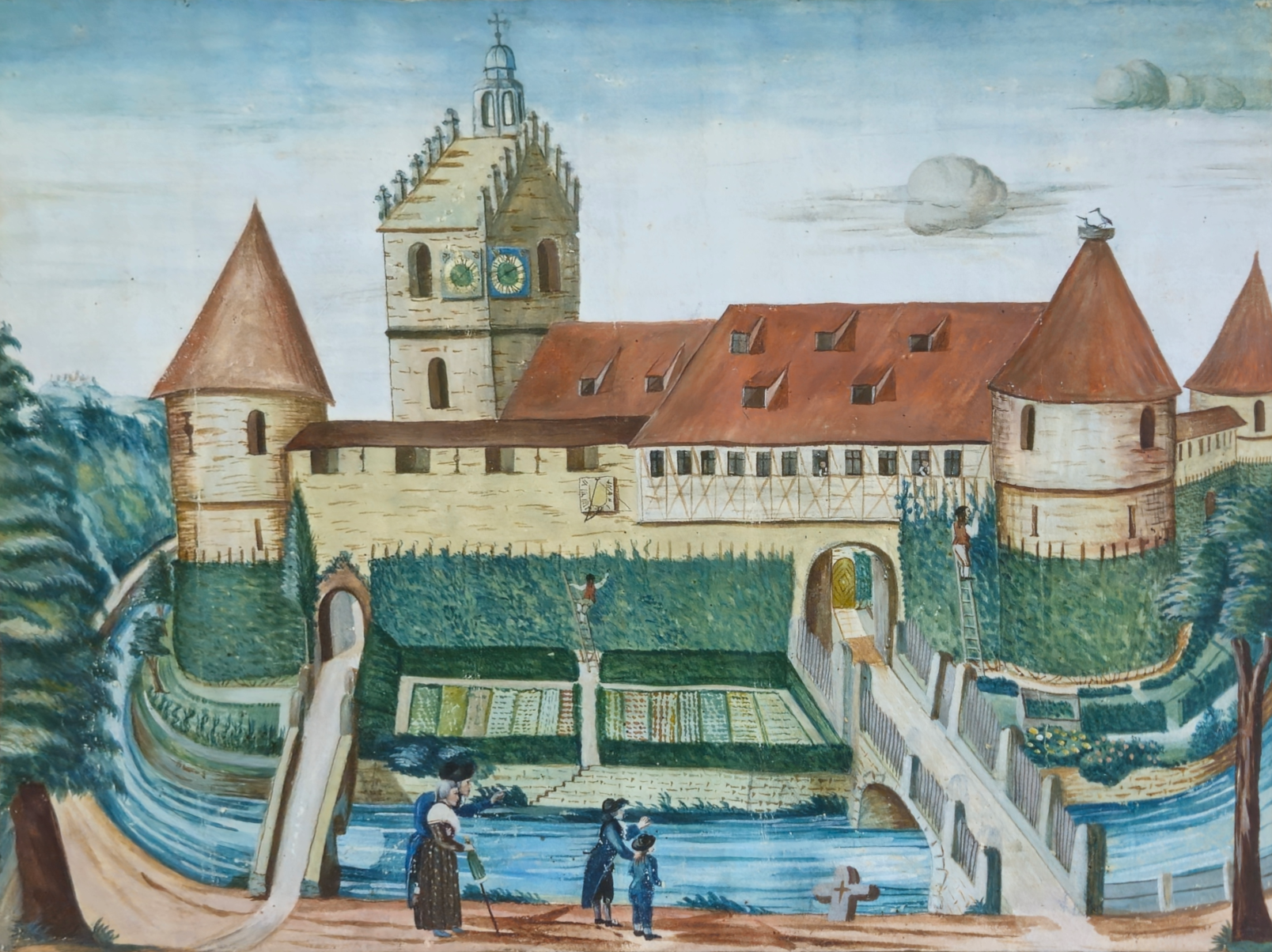
Lutherkirche auf stark idealisiertem Aquarell um 1800

Die Kirche geht zurück auf einen Kirchenbau, der im Jahre 1518 als St.-Gallus-Kirche fertiggestellt wurde und Teil einer Kirchenburg war, die von einer Wehrmauer und einem Wassergraben umgeben war. Anfang des 19. Jahrhunderts wurden die Wehrmauern abgetragen. Der vierzig Meter hohe Turm als ältester Teil und der Chor der Kirche wurden in den Jahren 1519 bzw. 1524 erbaut, um 1650 das gotische Kirchenschiff zu einer Querkirche mit einer Steinkanzel auf der Nordwandmitte (1683 durch Holzkanzel ersetzt) umgebaut. Nach Abriss des alten Langhauses wurde 1779 ein Neubau, wiederum als Querkirche in der heutigen breiten Gestalt, durch Landbaumeister Johann Adam Groß der Jüngere für über eintausend Gottesdienstbesucher errichtet und mit einer auf die Kanzel (ebenfalls auf der Mitte der Nordwand) ausgerichteten Schiff- und Chorbestuhlung, einer Chorempore sowie mehrseitiger Doppelempore im Schiff im Stil des Spätbarock und Klassizismus ausgestattet. 1801/1802 brach man die Wehrmauer und die Türme ab. Oberbaurat Heinrich Dolmetsch führte 1884 eine Renovierung mit neugotischen Prinzipalien und Wanddekorationen durch. Beim Bau einer weiteren evangelischen Kirche in Fellbachs Norden im Jahr 1927 musste für beide Kirchen nach einem Namen gesucht werden, da der Name Galluskirche schon lange nicht mehr gebräuchlich war. Die neu erbaute Kirche wurde Pauluskirche genannt, die bisherige St.-Gallus-Kirche erhielt den Namen Lutherkirche. Eine weitere Innenrenovierung leitete 1935 der Architekt Hans Seytter. Der Stuttgarter Architekt und Bauhistoriker Walther-Gerd Fleck war von 1969 bis 1971 für eine komplette Außen- und Innenerneuerung zuständig und hat anschließend eingehend die Baugeschichte samt Kirchbaukonzeption detailliert dargestellt.

## Ausstattung

### Kanzel

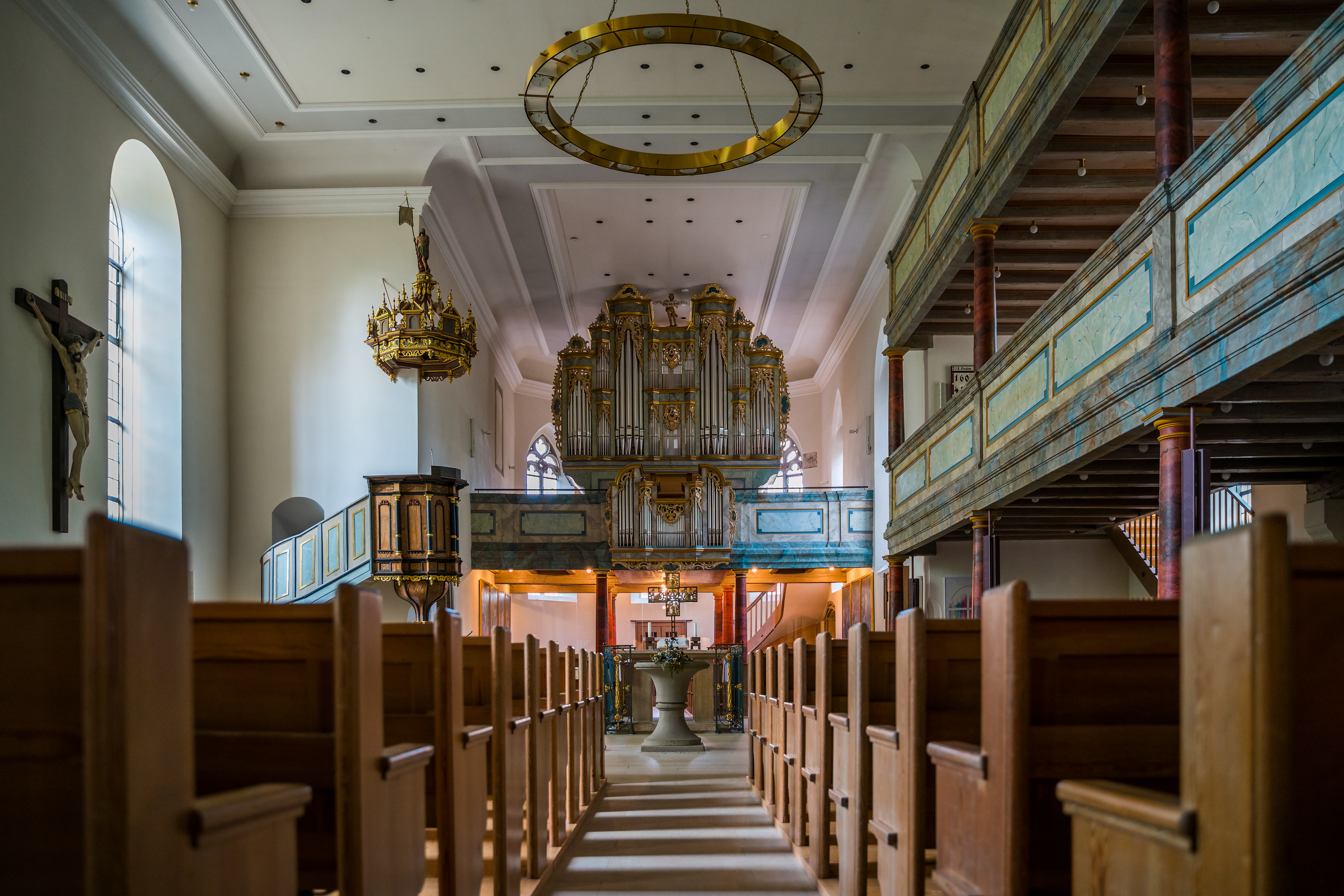
Innenansicht der Kirche

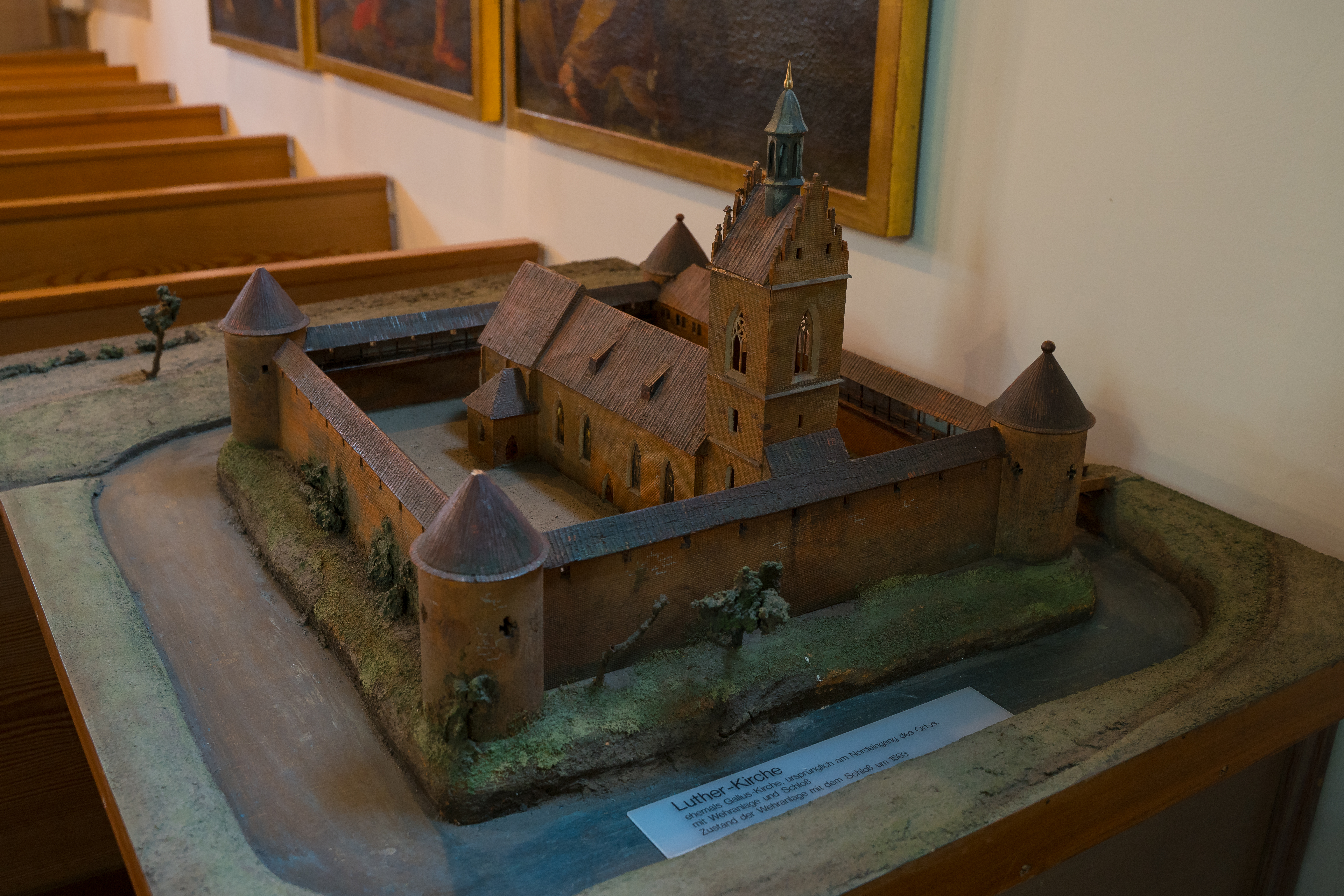
Modell der Kirche um 1593

Die Barock-Kanzel im so genannten Ohrmuschelstil wurde 1683 von Bernhard Kutterolf und Matthäus Reumann für die Mitte der Nordwand geschaffen, weswegen der ursprünglich achteckige Kanzelkorb für den heutigen Platz etwas umgearbeitet wurde. Eine schlanke korinthische Säule trägt über glockenförmig aufsteigendem Zwischenstück den von toskanischen Säulen gegliederten Korb, mit gerahmten Feldern dazwischen und kräftig ausladendem Gesims. Da er in verschiedenen Hölzern eingelegt ist, und dazu noch aufgesetzte Ornamente hat, waren bildliche Darstellungen nicht vorhanden. Diese bleiben dem ebenfalls achteckigen Schalldeckel vorbehalten: An seinen sieben sichtbaren Seiten zeigen sich im Fries geflügelte Engelsköpfe und darüber je ein mit gesprengtem Giebel bekröntes Bogentor. Gemeint sind die von Engeln bewachten Tore des himmlischen Jerusalem. Über der himmlischen Stadt steht auf einem von geschwungenen und verzierten Rippen getragenen Postament der Auferstandene mit der Kreuzesfahne. An der Unterseite des Schalldeckels ist in eine kreuzförmige Vertiefung eine Taube als Symbol des Heiligen Geistes gemalt.

### Kreuzigungsgruppe in der Turmhalle

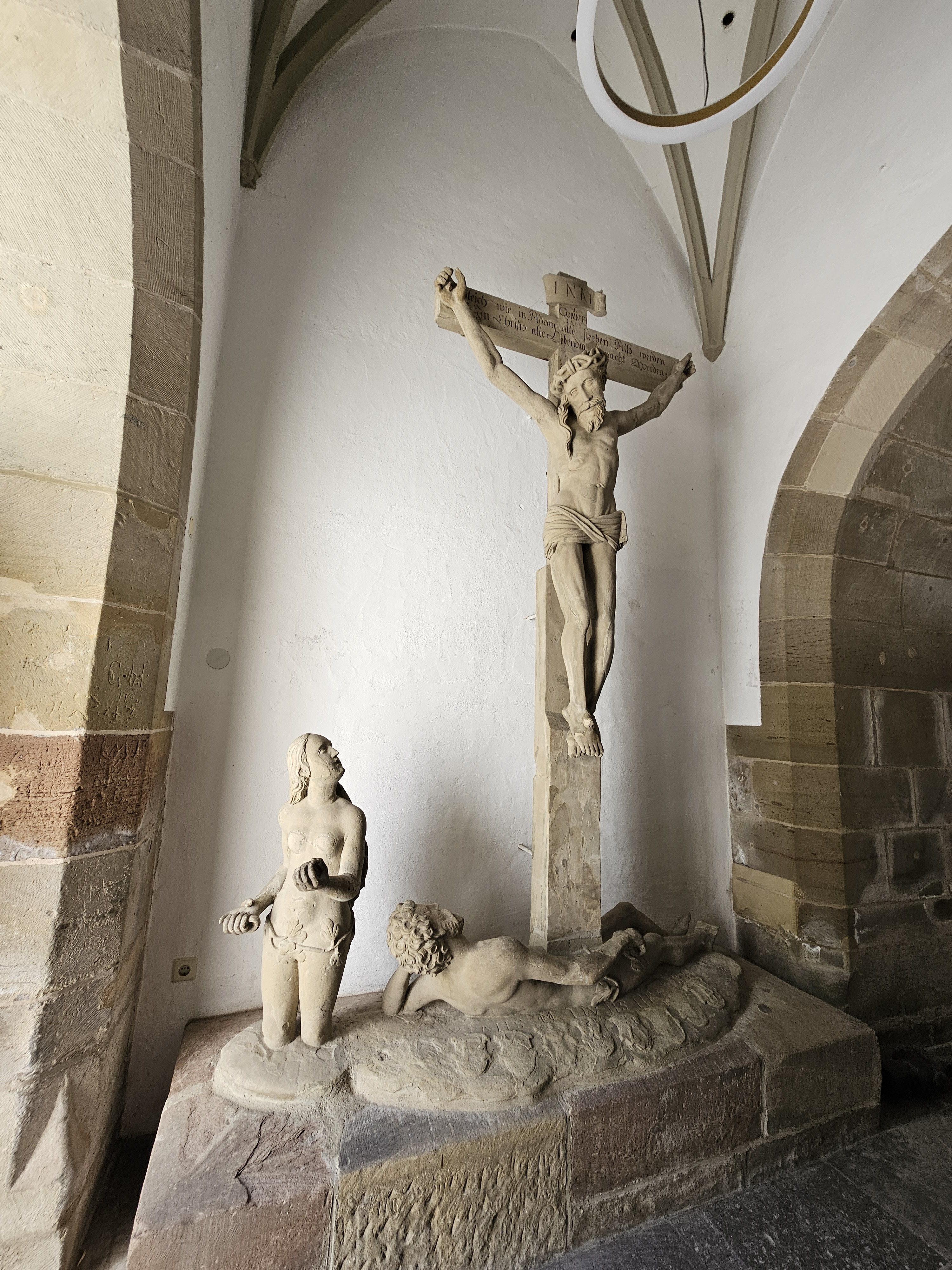
Kreuzigungsgruppe in der Turmhalle

Das älteste nachreformatorische Bildwerk, die Kreuzigungsgruppe von 1611, hat nach ihrem ursprünglichen Standort auf dem Friedhof seit 1972 einen neuen, geschützten Platz in der Turmhalle bekommen. Die Skulpturengruppe ist eine typisch evangelische Darstellung. Ihr liegt der auf dem Kreuzesbalken notierte Vers 1. Kor. 15, 22 zugrunde: „Gleichwie sie in Adam sterben, also werden sie in Christus alle lebendig gemacht werden.“ Der Kreuzesstamm wächst aus dem Leib des am Boden liegenden Adam heraus und macht so die Überwindung des Alten Bundes durch den Neuen sinnfällig. Links von dem liegenden Adam steht Eva mit Apfel und Schlange bis an die Knie im Sündenpfuhl und verdeutlicht damit den Sündenfall. Christus am Kreuz ist etwas aus der Mitte der Gruppe gerückt. Alle drei Gestalten sind durch die einander zugewandten Blicke verbunden. Die gute künstlerische Qualität des Werkes ist in dem Gesicht Christi besonders deutlich zu sehen. Veranlasst hat die Errichtung der Gruppe Pfarrer M. Georg Conrad Maickler auf dem 1605 neu angelegten Friedhof. Am Sockel finden sich Wappen und Initialen des Landesherrn, des Herzogs Johann Friedrich, des Pfarrers Maickler, sowie vom damaligen Schultheißen, zwei Bürgermeistern und zwei Heiligenpflegern, also denen, die die Verantwortung für die Gemeinde trugen.

### Epitaph

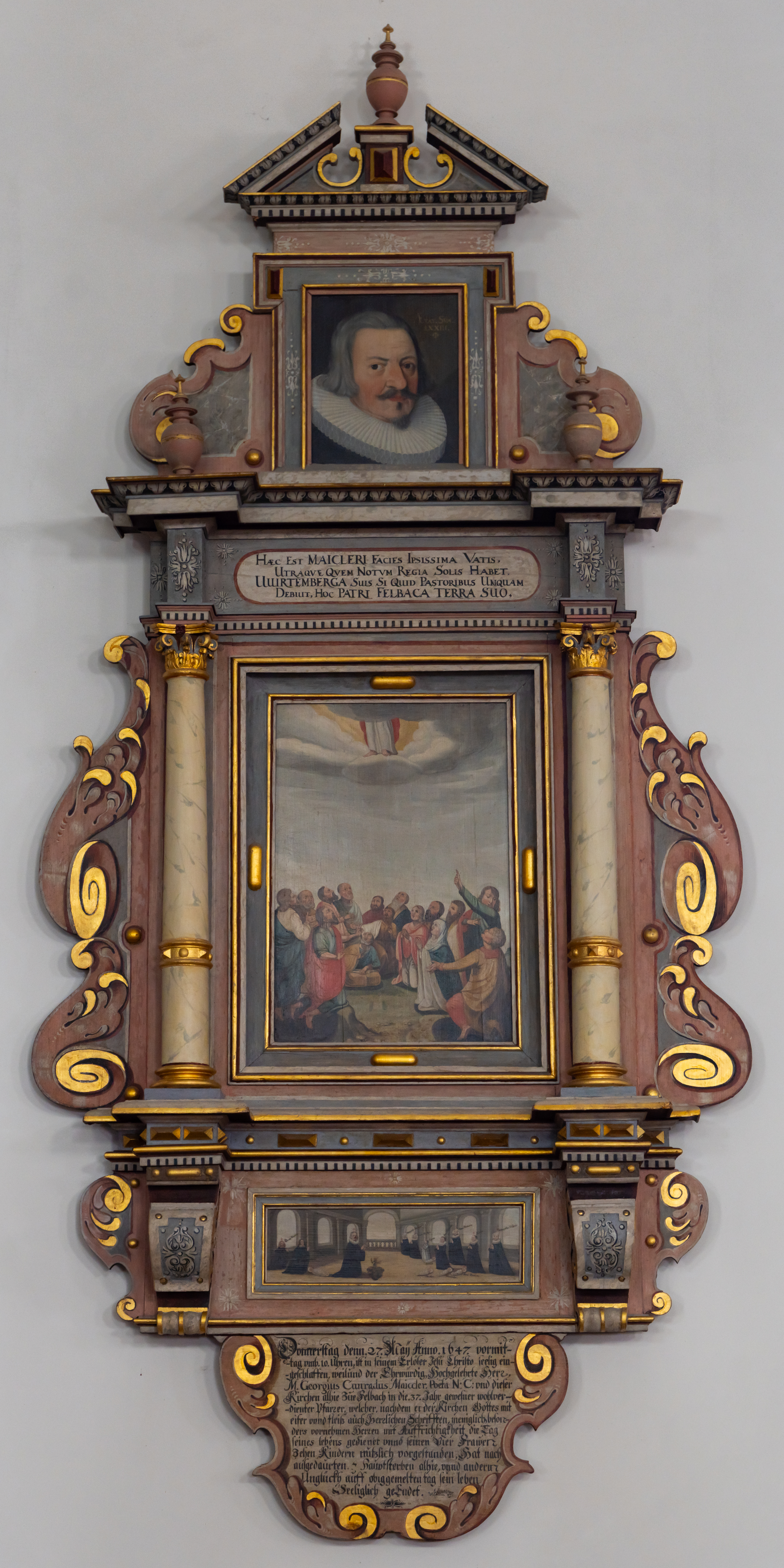
Maickler-Epitaph

Das Epitaph mit dem Mittelfeld einer Himmelfahrts-Darstellung erinnert an Pfarrer Georg Conrad Maickler (gestorben 1647) und seine Familie. Im querformatigen Sockelbild darunter verfolgen Maickler, seine vier Frauen und zehn Kinder, schwarzgewandet, in einer Bogenhalle kniend dieses Geschehen. Die ganze Komposition bedeutet, dass Maickler und sein Haus als gläubige Christen in der seligen Vollendung Zeugen des Heilsgeschehens Gottes werden durften.

### Sieben Kreuzwegbilder
1842 stiftete Emanuel Wilhelm Auberlen, damals in Augsburg wohnhaft, seiner Fellbacher Heimatkirchengemeinde sieben Kreuzwegbilder in Komposition und Farbgebung des Barock, die vor oder um 1700 in der Augsburger Akademie entstanden sind und etwa um 1720–1730 teilweise übermalt worden waren. Sie sind in zeitlicher Abfolge der Passionsgeschichte unter der Orgelempore aufgehängt.

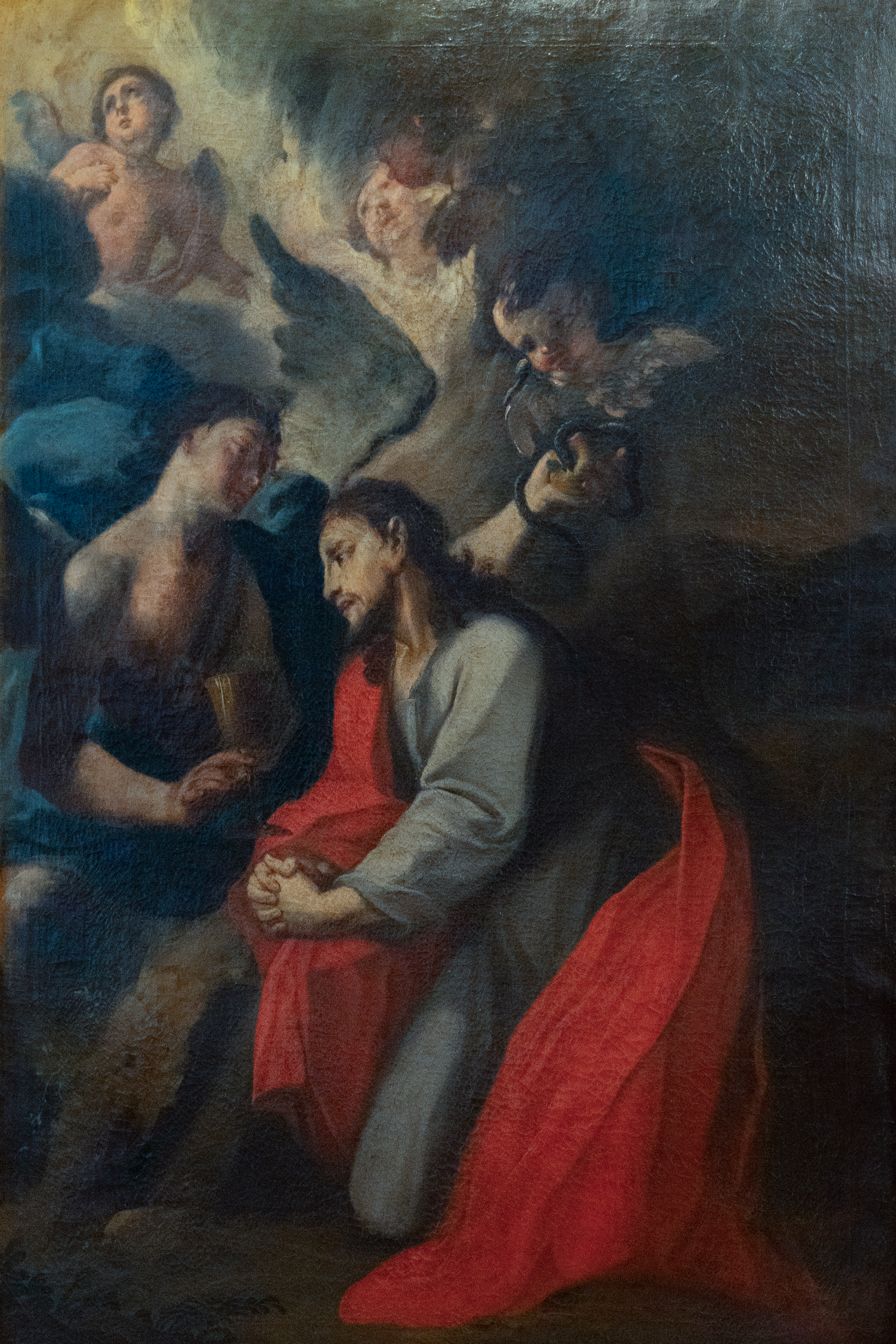
Gethsemane
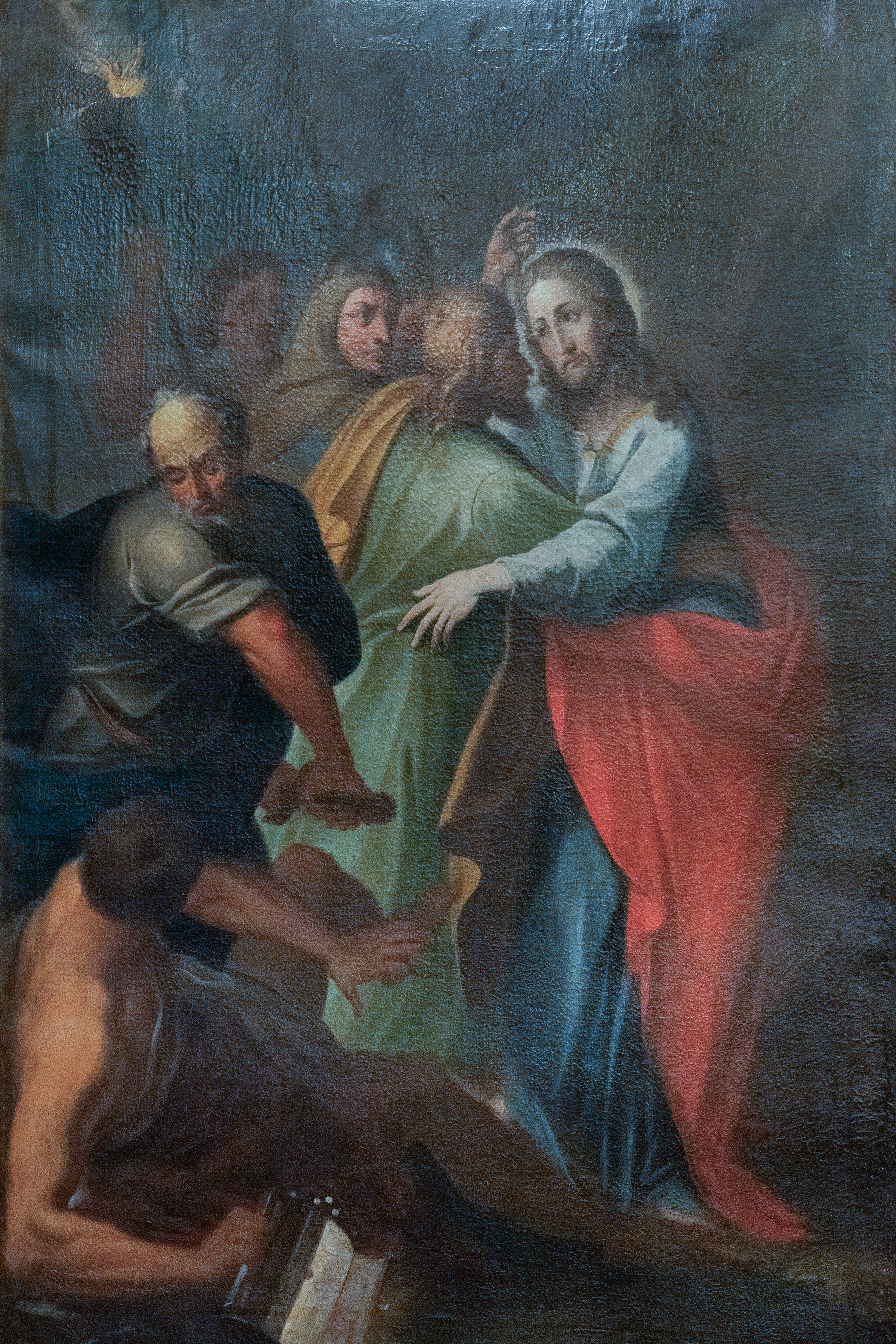
Judaskuss
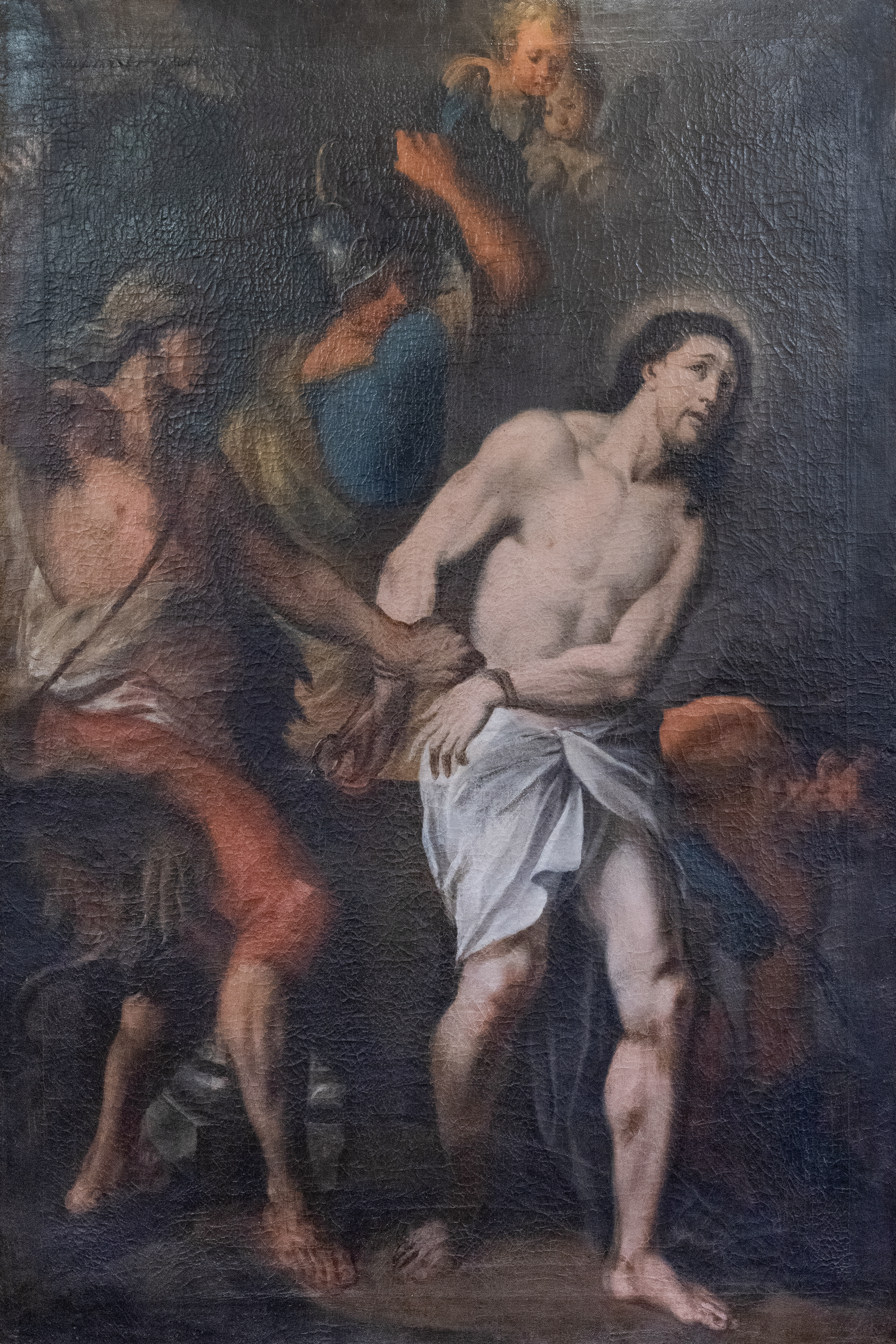
Geißelung Jesu
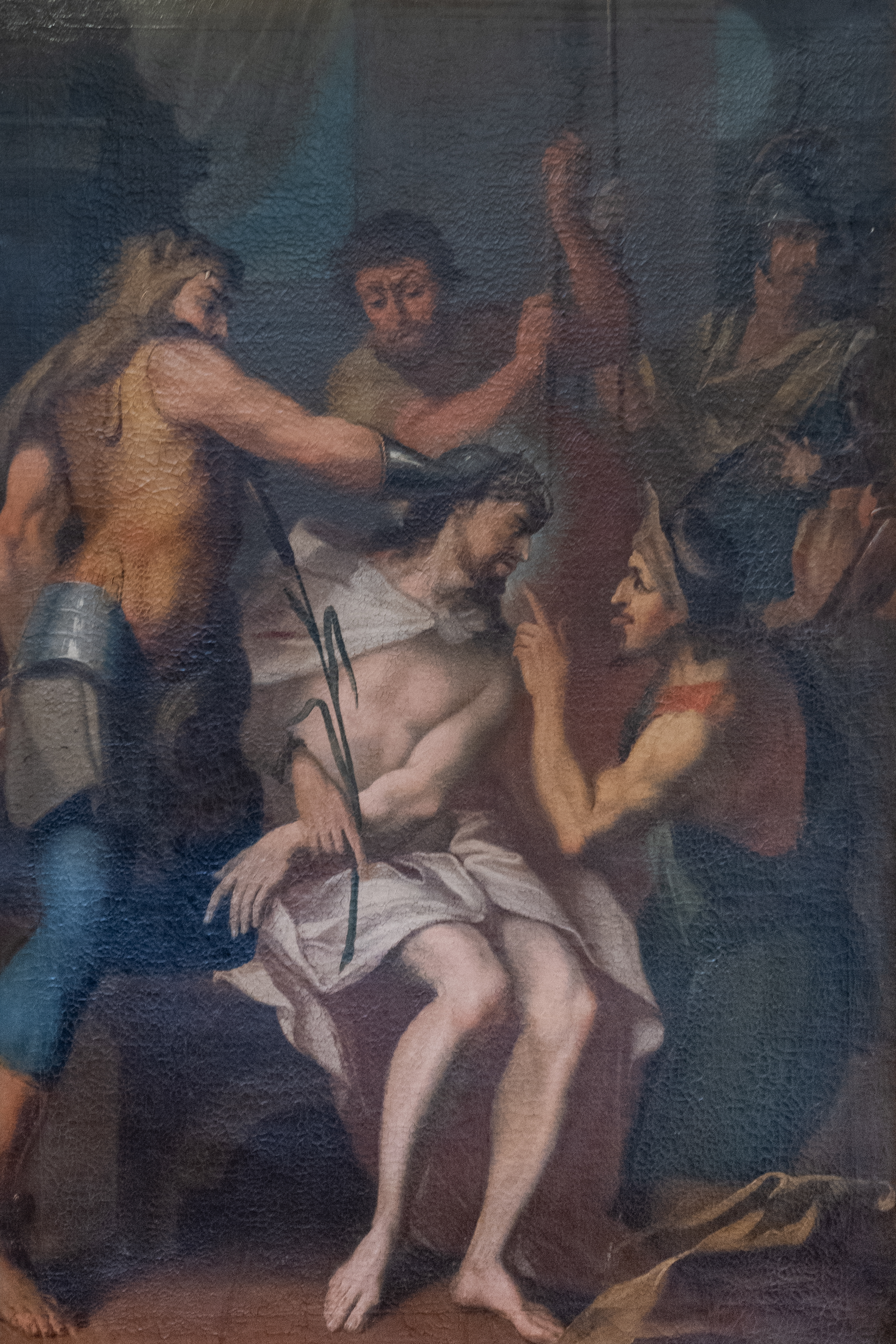
Dornenkrönung
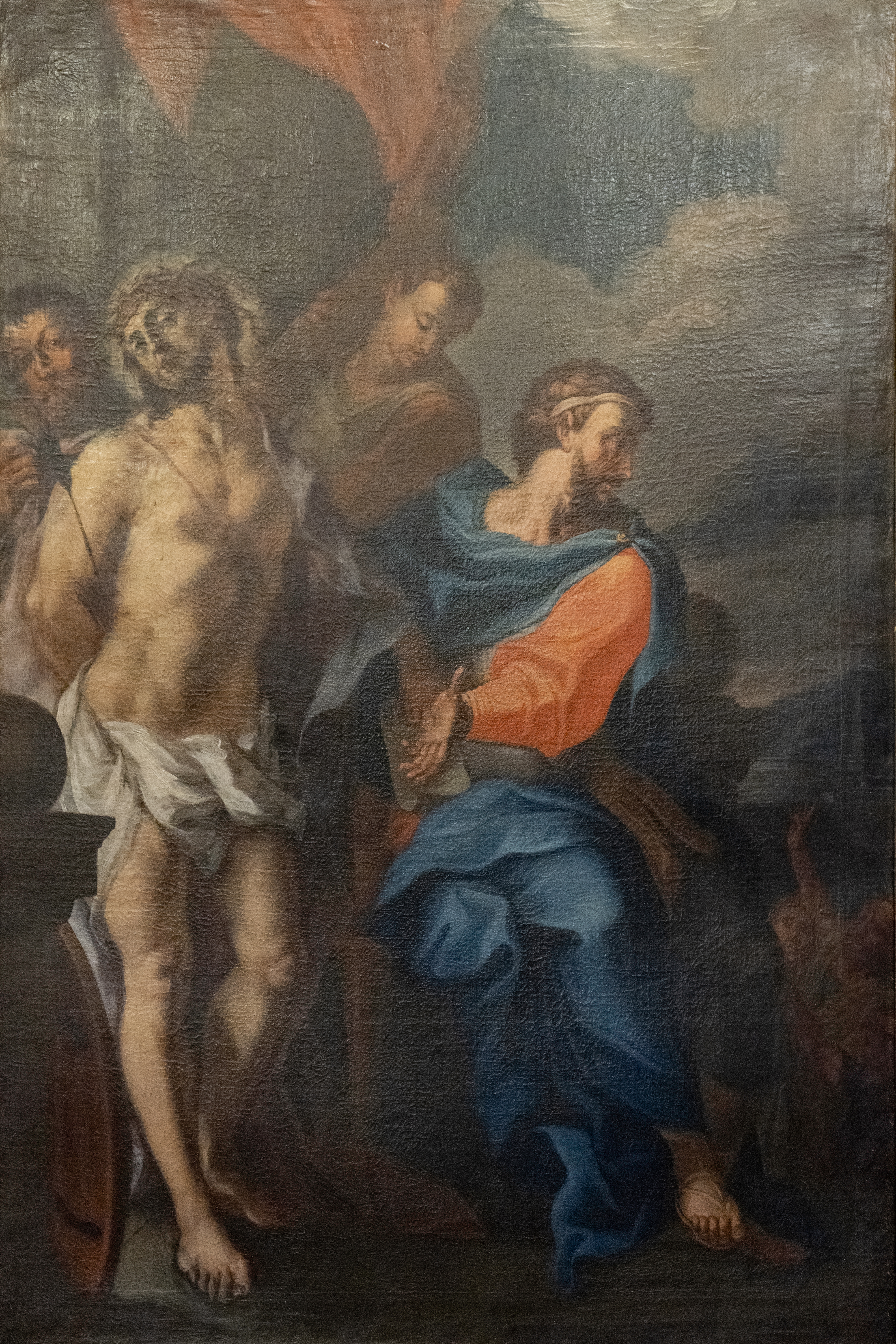
Pilatus bei seinem Ausspruch „Seht, welch ein Mensch“
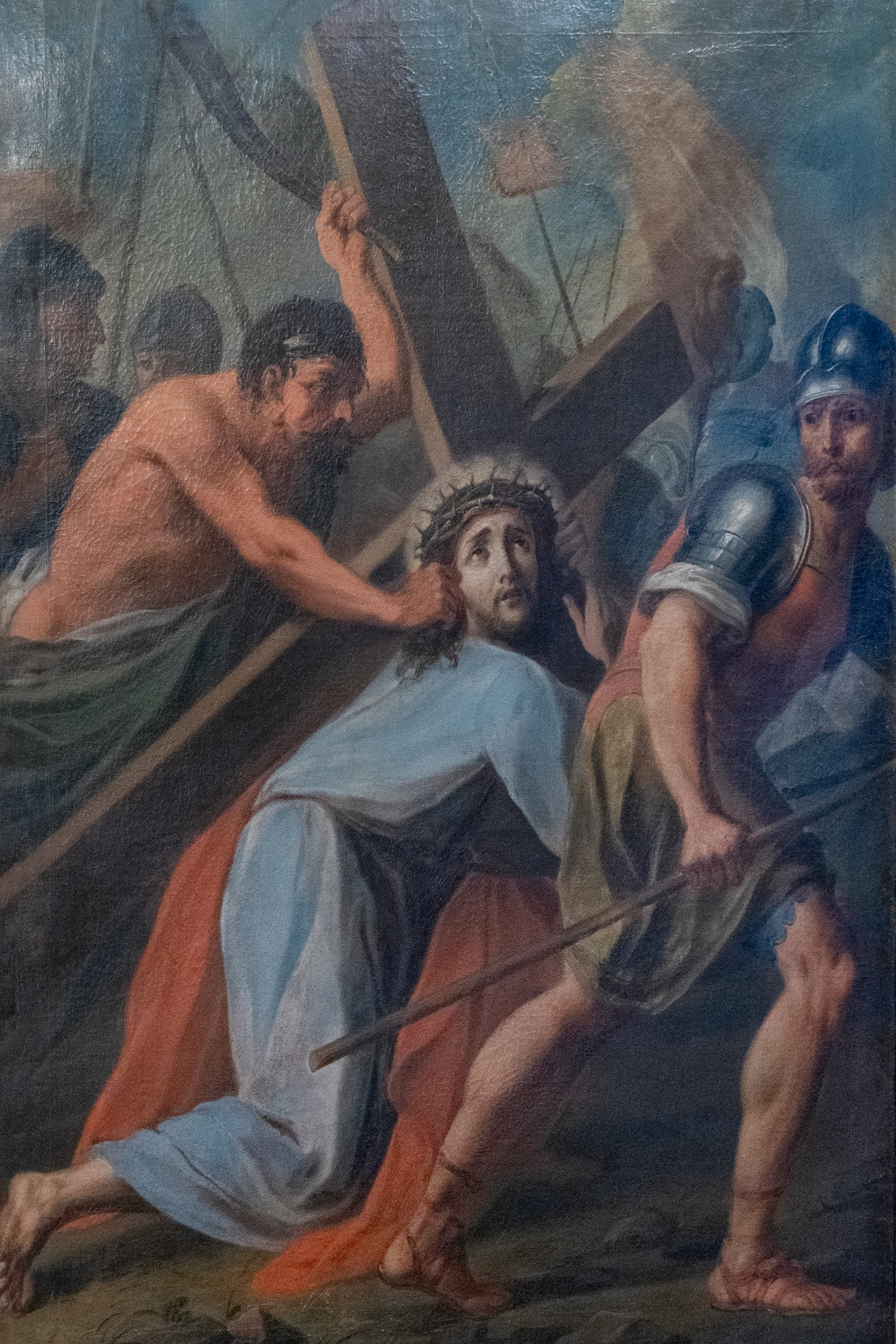
Jesus trägt das Kreuz
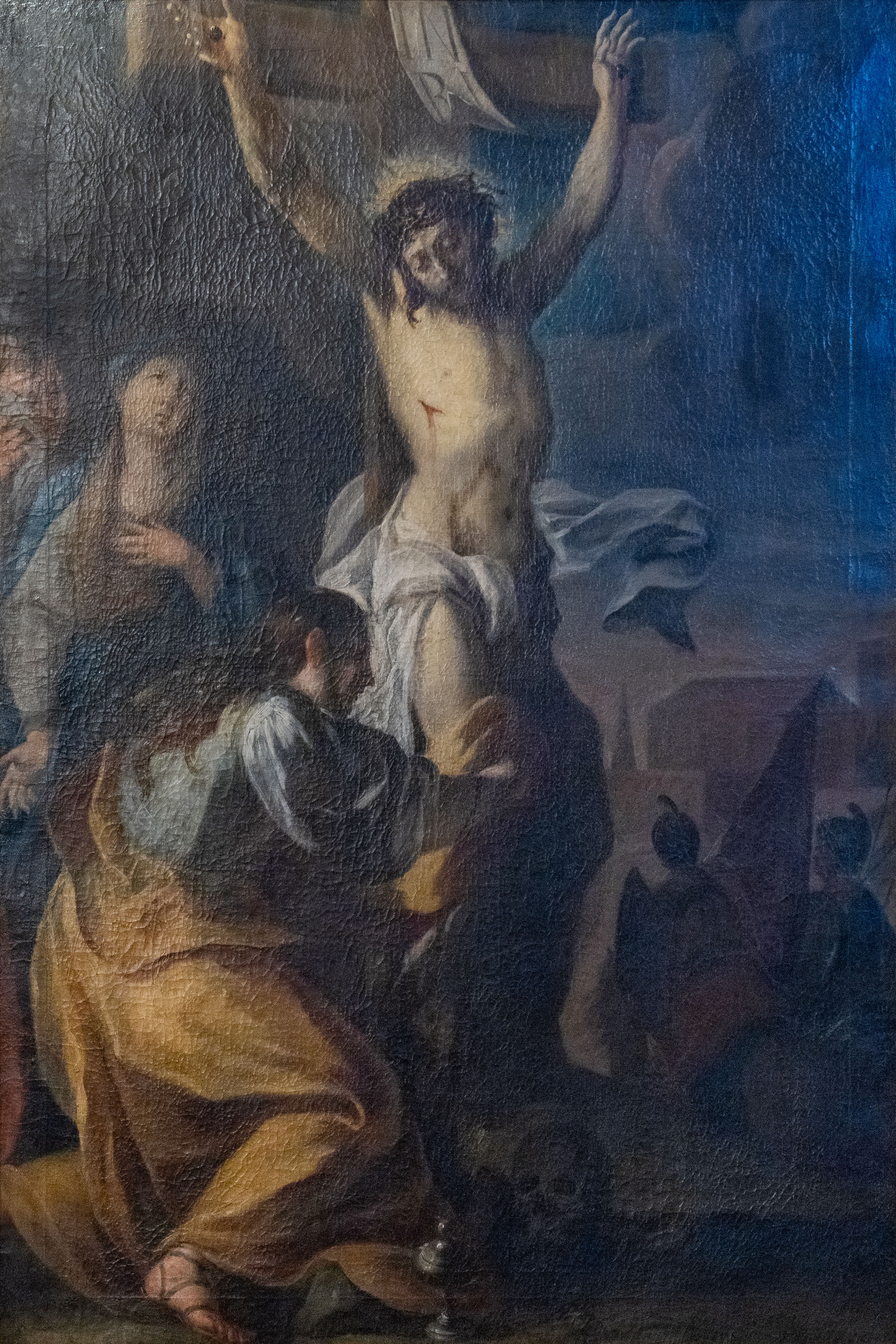
Kreuzigung

### Fenster
Der Stuttgarter Künstler Walter Kohler hatte 1936 Glasgemälde geschaffen, die 1944 durch Kriegseinwirkung zerstört wurden. Sein Sohn Wolf-Dieter Kohler schuf als Ersatz zunächst 1955 das Sakristeifenster mit dem Motiv des Weltenrichters und dann im Jahre 1962 die beiden Nordwand-Fenster „Das große Gastmahl“ und „Die klugen und die törichten Jungfrauen“.

### Altarbereich
Im Jahr 1965 wurde von der Nellmersbacher Bildhauerin Ingrid Seddig (1926–2008) ein hölzernes Lesepult mit dem geschnitzten Relief vom Fischzug des Petrus und wenige Jahre später ein Altarkreuz in teilweise vergoldetem Bronzeguss gestaltet. Das gleicharmige griechische Kreuz enthält ein Mittelfeld, das mit dem Alpha und Omega („Ich bin der Erste und der Letzte“) Christus symbolisiert. In den vier Kreuzarmen erscheinen die Evangelistensymbole: oben der geflügelte Mensch des Matthäus, links der Stier des Markus, rechts der Löwe des Lukas und unten der Adler des Johannes.

## Orgel

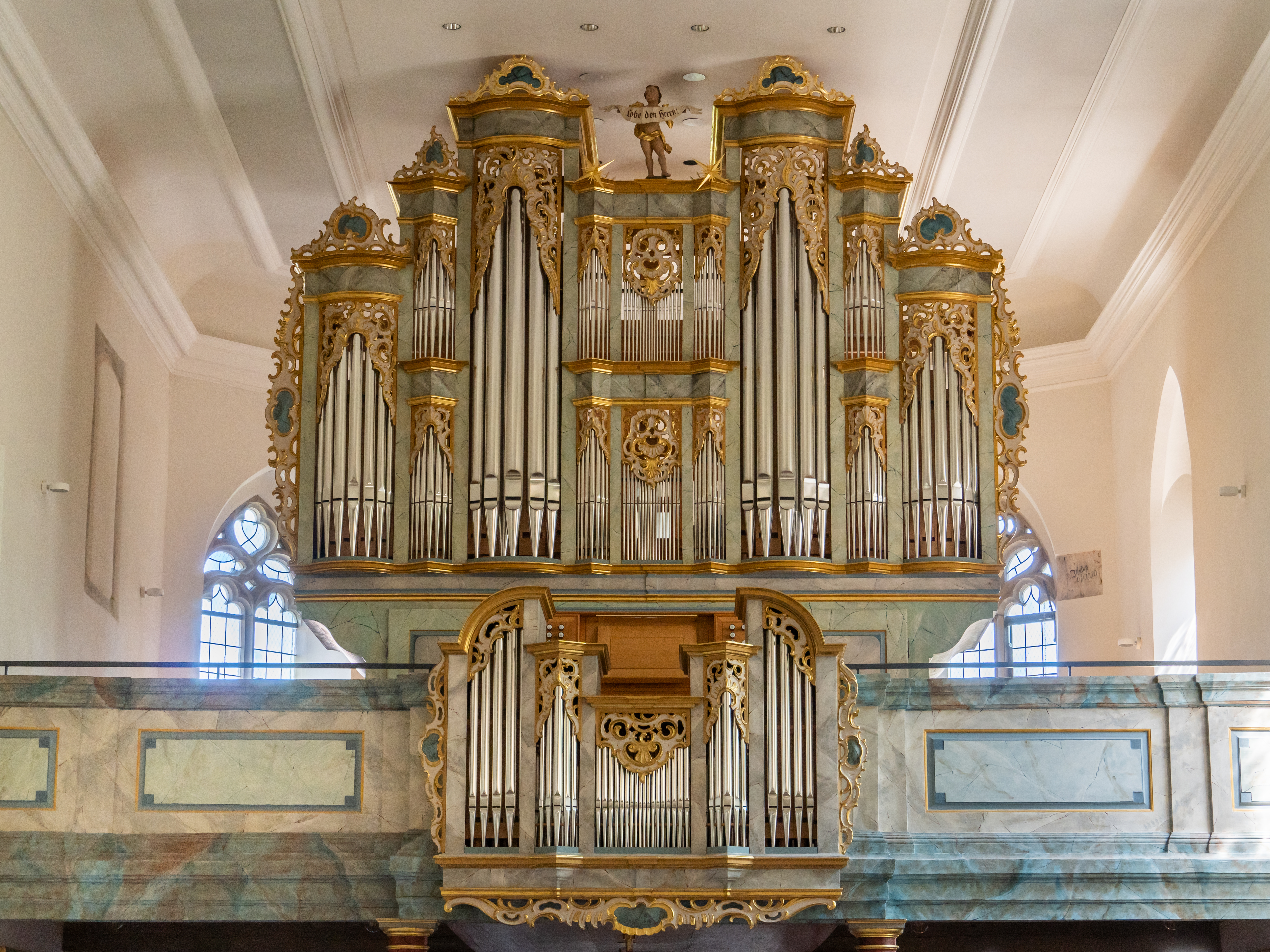
Orgel der Lutherkirche

Über dem Altar befindet sich die Orgel. Das Orgelgehäuse ist denkmalgeschützt und stammt von einer Orgel, die im Jahre 1779 von dem Orgelbauer Johann Jakob Weinmar (Bondorff) erbaut worden war, und die vierte Orgel der Lutherkirche war. Das erste Instrument gab es bereits vor 1658; in jenem Jahr wurde nachweislich die zweite Orgel erbaut, die wiederum im Jahre 1740 durch ein neues Instrument der Orgelbauer Johann Friedrich und Johann Adam Schmahl (Heilbronn) ersetzt wurde. Das Instrument von Weinmar aus dem Jahre 1779 hatte 22 Register und kostete 1.100 Gulden und 1 Eimer Wein. 1911 baute die Orgelbaufirma E.F.Walcker & Cie. (Ludwigsburg) in den Prospekt ein neues Instrument mit 34 Registern, und 1969 wurde erneut ein neues Orgelwerk mit 37 Registern in dem historischen Gehäuse erbaut.
2015 bis 2017 baute die Orgelbaufirma Lenter (Sachsenheim) ein neues Orgelwerk in das historische Gehäuse. Das neue Werk orientiert sich klanglich an Instrumenten des Orgelbauers Weinmar. Zu diesem Zweck wurde 2015 das Orgelgehäuse abgebaut und restauriert; dabei wurden im Inneren des Gehäuses Hinweise auf die Disposition des Instruments von Weinmar aus dem Jahr 1780 entdeckt. Das Schleifladen-Instrument hat 33 Register auf drei Manualwerken und Pedal, sowie zwei Zimbelsterne als Effektregister mit drei und vier Glocken. Eine Besonderheit ist das dritte Manualwerk, mit Registern frühromantischen Charakters. Die Disposition lautet:
| I Rückpositiv C–g3 |                 |       |
| 1.                 | Copel           | 8′    |
| 2.                 | Principal       | 4′    |
| 3.                 | Spitzflöte      | 4′    |
| 4.                 | Kleingedackt    | 4′    |
| 5.                 | Principal       | 2′    |
| 6.                 | Sesquialtera II |       |
| 7.                 | Mixtur III      | 1 ⁄3′ |
|                    | Tremulant       |       |

| II Hauptwerk C–g3 |                |     |
| 8.                | Bordun         | 16′ |
| 9.                | Principal      | 08′ |
| 10.               | Großgedeckt    | 08′ |
| 11.               | Viola di gamba | 08′ |
| 12.               | Quintaden      | 08′ |
| 13.               | Octav          | 04′ |
| 14.               | Traversflaut   | 04′ |
| 15.               | Quint          | 03′ |
| 16.               | Superoctav     | 02′ |
| 17.               | Mixtur V       | 02′ |
| 18.               | Cymbel III     | 01′ |

| III Hinterwerk C–g3 |                  |     |
| 19.                 | Lieblich Gedeckt | 08′ |
| 20.                 | Salicional       | 08′ |
| 21.                 | Bifara           | 08′ |
| 22.                 | Fugara           | 04′ |
| 23.                 | Trompete         | 08′ |
| 24.                 | Vox humana       | 08′ |
| 25.                 | Physharmonika    | 08′ |
| 26.                 | Physharmonika    | 16′ |
|                     | Tremulant        |     |

| Pedalwerk C–f1 |              |     |
| 27.            | Subbass      | 16′ |
| 28.            | Octavbass    | 08′ |
| 29.            | Violonbass   | 08′ |
| 30.            | Quintbass    | 06′ |
| 31.            | Posaunenbass | 16′ |

- Koppeln: I/II, I/P, II/III, II/P, III/P, III 4′/P, Sub II / II
- Effektregister: Zimbelstern in G (Nr. 32), Zimbelstern in C (Nr. 33)

## Glocken
Im Turm der Lutherkirche hängen fünf Glocken.
Dazu zählt u. a. die mittelalterliche Maicklerglocke, die 1625 von lothringischen Glockengießern gegossen wurde. Zwei Glocken wurden im Jahre 2000 gegossen; sie ersetzten zwei Stahlglocken.
| Nr. | Name           | Gussjahr | Gießer                                | Gewicht (kg) | Schlagton | Inschrift |
| --- | -------------- | -------- | ------------------------------------- | ------------ | --------- | --- |
| 1   | Liebe          | 2000     | Glockengießerei Bachert               | 4000         | as0       | Markus 10,14: Als Jesus das sah, wurde er unwillig und sagte zu ihnen: Lasst die Kinder zu mir kommen; hindert sie nicht daran! Denn Menschen wie ihnen gehört das Reich Gottes |
| 2   | Glaube         | 1996     | Metz                                  | 2500         | c1        | Hebräer 13,8: Jesus Christus ist gestern und heute und derselbe auch in Ewigkeit |
| 3   | Maicklerglocke | 1625     | François Racle und François Chevillot | 1200         | es1       | 1. Zeile: Zur Predig und Gebet ich sag zur Hochzeit ich sing zur Leich ich klag weckauf zur Arbeit Feierabend MA 2. Zeile: Ich verkünd die Stund Schaid Tag und Nacht Georg Conradus Macclerus Acclesiae Felbach Pastor P L 3. Zeile: Simone Tusnit Schultheis Hans Aldinger Hans Pfister Bürgermeister Martin Brodbeck Michael Seibold Heiligenpfleger |
| 4   | Hoffnung       | 2000     | Glockengießerei Bachert               | 900          | f1        | Theodor, Siegfried Hiob 1,21 gest. v. Ph. Seibold und Frau |
|     | Osterglocke    | 1519     | Pantlion Sidler                       | 75           | a2        | osanna + hais + ich + bastion + aydler + zun + eßlingen + gos + mich + im + 1519 + iar + amen + |